# 青森県道141号市川下田停車場線
青森県道141号市川下田停車場線（あおもりけんどう141ごう いちかわしもだていしゃじょうせん）は、青森県八戸市から上北郡おいらせ町に至る一般県道である。

## 概要
八戸市市川町字市川で青森県道15号橋向五戸線から分岐し、西へ進んで百石道路と立体交差後においらせ町下境で青森県道119号五戸下田停車場線と終点まで重複し、青い森鉄道 青い森鉄道線 下田駅に至る。
おいらせ町下境を直進すると青森県道119号五戸下田停車場線五戸町方面に連続する。

### 路線データ
以下は青森県例規集に収録されているデータである。
- 起点 : 八戸市大字市川町字市川
- 終点 : 下田停車場

## 歴史
- 1961年（昭和36年）2月10日 - 県道に認定される[2]。

## 路線状況

### 重複区間
- 青森県道119号五戸下田停車場線：おいらせ町下境 - おいらせ町境田・終点
- 青森県道140号下田停車場線：上北郡おいらせ町三本木 - おいらせ町境田・終点

## 地理

### 交差する道路
- 青森県道15号橋向五戸線（八戸市大字市川町字市川、起点）
- 国道45号（八戸市市川町字高屋敷・高屋敷交差点）
- 青森県道8号八戸野辺地線（八戸市市川町字稲荷岱）
- 青森県道119号五戸下田停車場線（おいらせ町下境）
- 青森県道140号下田停車場線（上北郡おいらせ町三本木）
- 青森県道213号柳町下田停車場線（終点）

### 沿線の施設
- 青い森鉄道 青い森鉄道線 下田駅